# Trésor de Cherves
Le trésor de Cherves est constitué de l'ensemble des objets liturgiques découverts à Cherves-Richemont (Charente), paroisse prospère du XIIIe siècle.

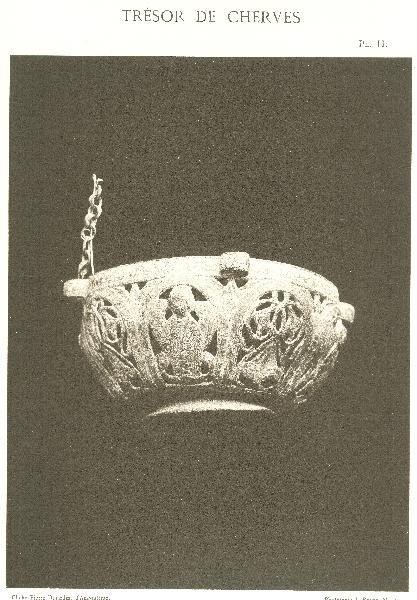
Canistrum

## Historique
Le 11 décembre 1896 a été découvert sur la commune de Cherves-Richemont (alors nommée Cherves) un trésor du XIIIe siècle sur les terres de Château-Chesnel, au lieu-dit Plumejeau où s’était dressé un château féodal pillé en 1569 par les troupes de Coligny durant les guerres de religion. Il reposait à 30 cm de profondeur dans un espace d’un mètre sur 1,5 m à l’angle de deux murs comportant une sorte d’excavation pouvant correspondre à une cache. La présence de charbon de bois et de verre fondu signe un incendie.
Ce trésor après avoir été exposé en particulier à Limoges et au musée de Cluny a été dispersé. L’ouvrage de Mgr Barbier de Montault édité en 1897 sous l’égide de la Société archéologique et historique de la Charente donne des renseignements extrêmement précieux et les planches photographiques des onze pièces constituant le trésor.
Deux pièces sont au musée de Cluny, une au musée du Louvre, une au Metropolitan Museum of Art et l'on a perdu la trace des autres, il n’en reste que les descriptions et les planches photographiques en noir et blanc de l'ouvrage de Mgr Barbier de Montault. Les illustrations sont leur reprises.

## Composition

### Clochette à main au son en la bémol
En bronze, haute de 22 cm dont 11 cm pour le manche à 6 pans disposant d’une encoche (une lanière de cuir permettait d’accrocher la clochette au bras lors des processions). Son diamètre est de 11 cm et elle est ornée de quatre moulures sur le cerveau  et trois au-dessus de la pince. Le battant a disparu. Le rebord, très ébréché, dénote une forte utilisation. Sa forme est celle des clochettes du XIIIe siècle.

### Plaque de coffret
Cette plaque rectangulaire horizontale de 14×30 cm ornait la face antérieure d’un coffret reliquaire. Elle est en cuivre ciselé et émail champlevé rouge, bleu, vert, jaune et blanc, sous forme de couleur unie ou dégradé. Le bleu turquoise bordé de bleu clair puis de blanc et le vert bordé de vert clair et de jaune dominent. Cet emploi important du vert au niveau de la croix, des nimbes des anges et des deux apôtres, des feuillages et des roses est inhabituel. Cette plaque peut être datée entre 1230 et 1240 par la raideur des personnages de facture ancienne d’une part, mais les bras du Christ et les rinceaux plus modernes d’autre part.

### Canistrum
Le canistrum est conservé au musée de Cluny. En cuivre repoussé, ciselé et ajouré, il forme une coupe d’un diamètre de 10 cm haute de 5 cm dont manque le couvercle. Ses huit arcades cintrées alternent quatre anges et des rinceaux. La partie supérieure comporte quatre anneaux pour la chaînette de suspension ce qui donne un côté exceptionnel à ce canistrum.

### Couronne de suspension ou Jérusalem céleste ou luminaire
Aussi au musée de Cluny

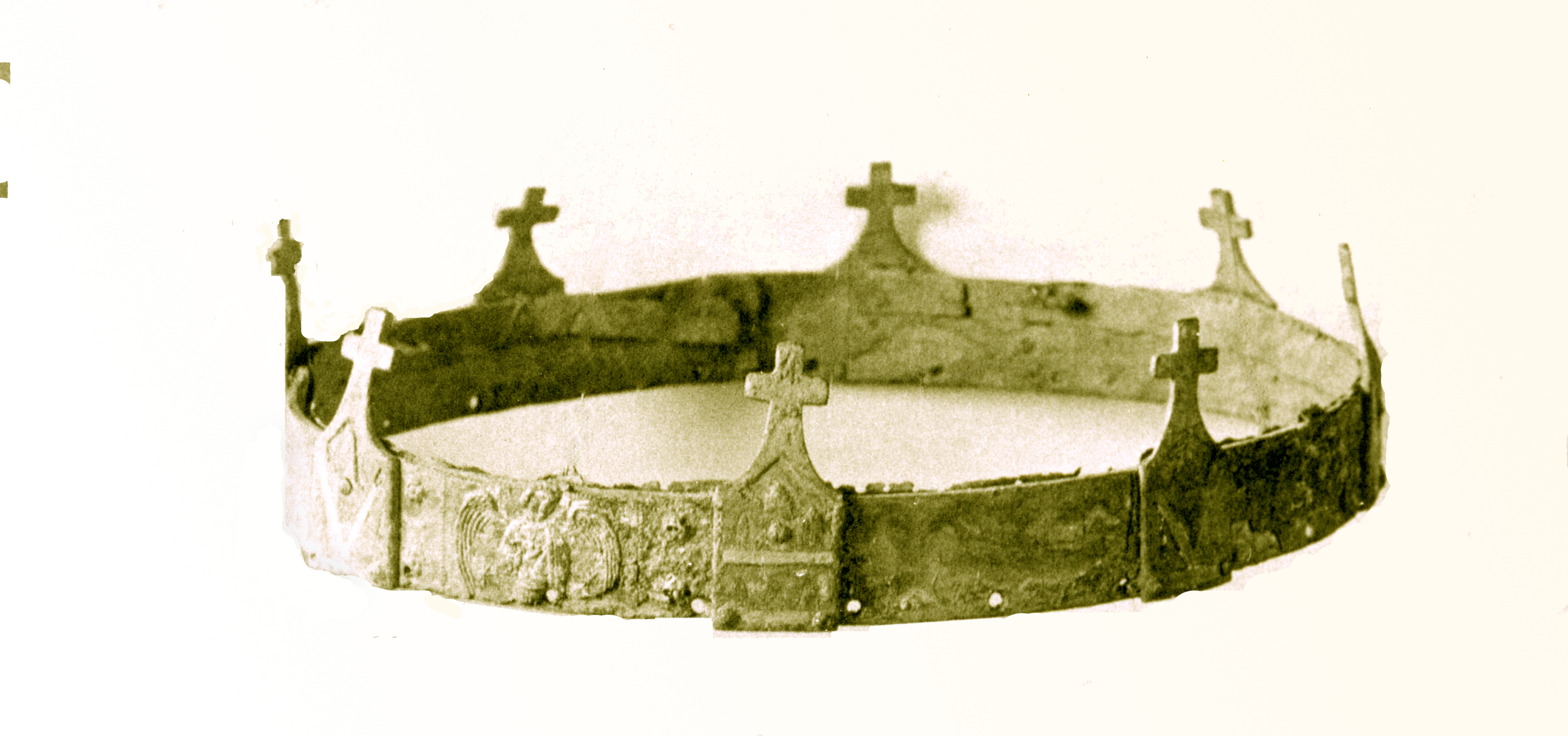
luminaire recolorisé.

En cuivre estampé doré et émail champlevé bleu, d’un diamètre de 26 cm et d’une hauteur de 6 cm, il comporte la représentation d’un ange répétée huit fois et séparés entre eux par huit appliques. Chaque ange, tête inclinée, ailes baissées tient un livre dans sa main gauche et fait le geste de l’allocution, le petit doigt replié sur la paume. Il centre un rectangle perlé avec deux étoiles et des roses à six lobes, qui est encadré par les appliques. Chaque applique, fixée par trois clous, est rectangulaire amortie en pignon courbe pour former une croix latine qui surmonte la couronne. L’émail est bleu céleste avec chevron bleu turquoise et trois feuilles dorées. La couronne possède dans sa partie inférieure des petits trous, 24, trois par panneau et sur les miniatures  des pendeloques sont attachées par des fils. Nous pouvons supposer qu’il s’ornait de globules de cuivre doré. 
Un vitrail du XIIIe siècle de la cathédrale de Canterbury montre une couronne semblable surmontant l’autel.

### Luminaire ou lampier
En fer martelé, découpé, ajouré et peint, d’un diamètre de 24 cm, ornementé de fleurons en fleurs de lys dont il n'en subsiste que cinq sur une trentaine. Fait d’un métal non précieux, il devait avoir une valeur religieuse, peut-être par l’effet d’une dévotion locale.

### Crucifix émaillé ou croix pectorale ou croix d’autel émaillée
Ce crucifix qui est au musée du Louvre forme une croix de 34 cm de hauteur sur 5 cm de largeur et 21 cm pour le croisillon. En émail blanc pour le corps, bleu de deux tons pour le nimbe turquoise et gros bleu utilisé aussi pour le périzonium, rouge pour la barbe, les cheveux et les gouttes de sang, le reste étant doré et polychrome. Elle était fixée sur une âme en bois. Le périzonium a encore l’ampleur des représentations du XIIe siècle.

### Croix de procession
Il reste la plaque ornant le revers de la branche supérieure, le nœud et deux plaques carrées. Les plaques sont en cuivre ajouré, doré, incrusté de verre coloré (qui a disparu), d’une hauteur de 23 cm et d’une largeur de 5 cm.
Cette croix, parce que gemmée, était une croix d’apparat.

### Croix de procession ( Michel archange, Jean l’évangéliste)
Il n'en subsiste que trois plaques de cuivre doré et émail champlevé rouge, bleu, vert et jaune. Ce sont des plaques épaisses, munies de trous sur leurs bords pour les maintenir par des clous sur l’âme en bois de la croix. Elles représentent saint Michel archange, saint Jean l’évangéliste et un troisième non identifié car il n’en reste que la silhouette. Le fond est très ornementé, polychrome, avec des gemmes losangés et des roses multicolores. 

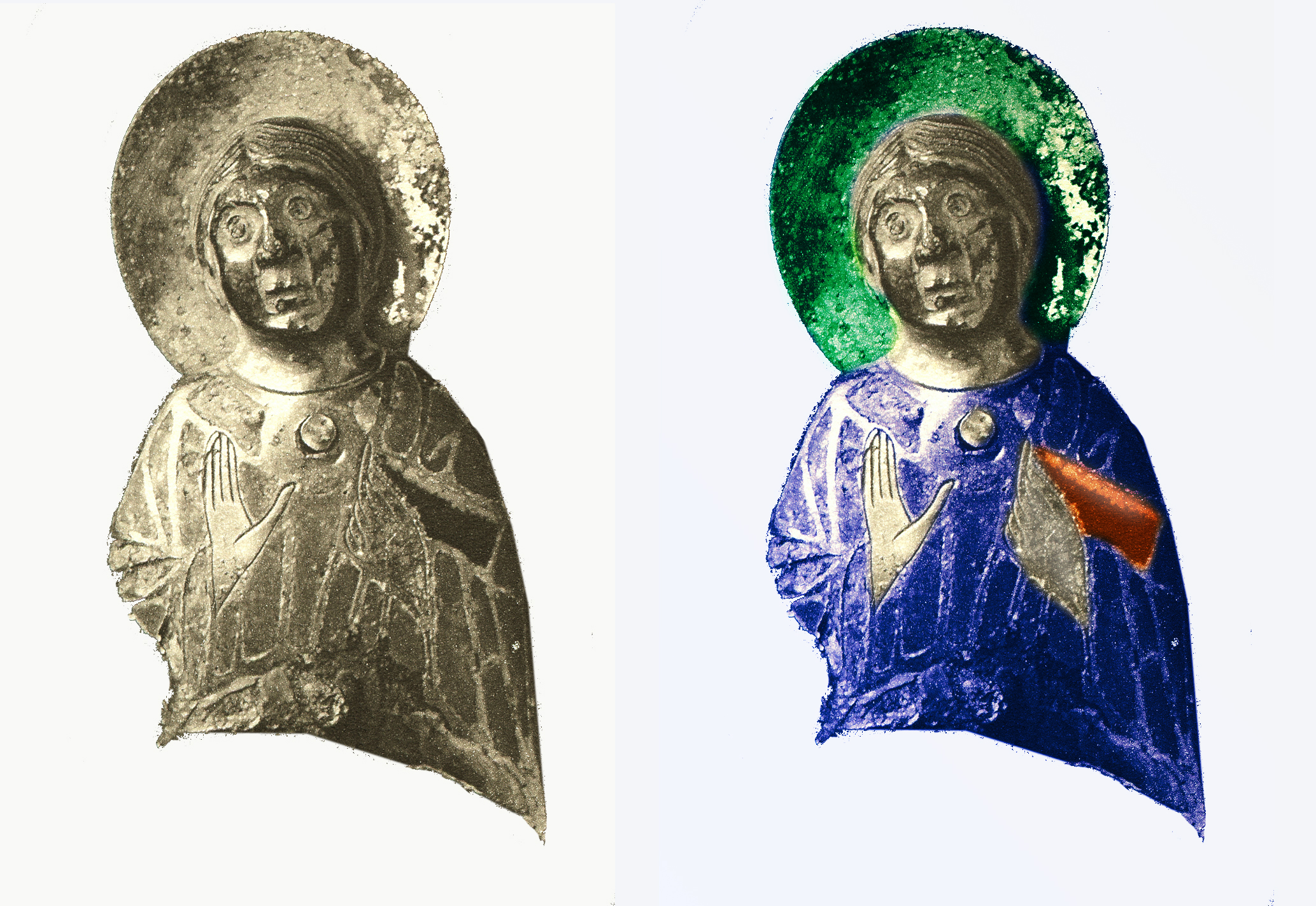
Saint Jean en émail champlevé, photogravure et recolorisé.

### Figurine de saint Jean
Uniquement une figurine de saint Jean l’évangéliste avec un livre venant d'une croix de procession Cette figurine est en cuivre  avec émail champlevé vert, jaune, bleu, rouge, blanc et noir. Son vêtement est vert à liseré jaune, son manteau gros bleu, son livre rouge.

### Croix de procession (saint Pierre)
Uniquement une figurine de saint Pierre en pieds avec ses attributs, la clé et le livre Cette figurine est en bronze ciselé avec des émaux noirs pour les yeux. 

### Réserve eucharistique ou triptyque

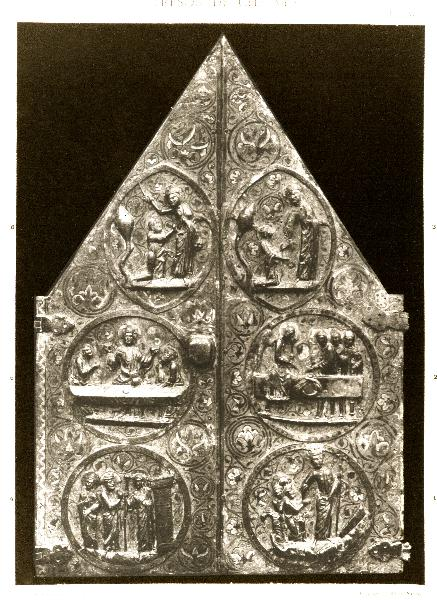
Triptyque ou Tabernacle.

Elle est conservée au Metropolitan Museum of Art sous le nom de tabernacle of Cherves.
C’est une petite armoire à partie supérieure triangulaire en cuivre ciselé, gravé, doré avec émail champlevé polychrome, (bleu, jaune, vert, blanc, rouge avec dominance du bleu). L’ensemble est d’or sur fond azur avec quelques petits éléments polychromes.
Chaque élément représente une ou plusieurs scènes :
- au fond descente de Croix ;
- à l’intérieur des volets : en six médaillons, la descente aux limbes ;
- revêtement intérieur avec quatre losanges dont un manque, et seize triangles : mise au tombeau, résurrection et apparition ;
- les volets fermés, avec à l’extérieur représentation du Christ et de la vierge Marie, chacun surmonté d’un ange.

Les personnages de la descente de Croix au fond, de l’extérieur des volets  et des médaillons intérieurs des volets sont rapportés.

### Fragments de verre
Il a été retrouvé un fragment de verre bleu de 3 cm sur 2 cm, possédant un bord recourbé et un fragment de verre verdâtre. 
Il peut s’agir de fragments de lampes, de fioles...

## Technique et historique de l'émail champlevé
L'émail champlevé, pratiqué surtout au Moyen Âge en Limousin et dans les régions rhéno-mosanes, est une technique d'orfèvrerie généralement appliquée au cuivre car nécessitant un support de métal de forte épaisseur. Elle consiste à creuser des cavités dans lesquelles est déposé l'émail en poudre. Après cuisson, l'émail vitrifié se solidarise avec son support. Le ponçage égalise la surface, la dorure masque l'apparence vile du métal.
L'émail champlevé donne  à l'orfèvrerie médiévale, romane et gothique, quelques-uns de ses chefs-d'œuvre. 
Les premiers émaux champlevés limousins présentent des figures émaillées sur fond de cuivre doré lisse (milieu XIIe siècle) ou vermiculé, c'est-à-dire regravé d'un rinceau couvrant (3e quart XIIe siècle).
Le principe s'inverse ensuite pour laisser les figures en réserve sur fond émaillé. Celui-ci est alors animé de motifs réservés dans le métal et partiellement émaillés, tels que rosettes, souvent complétées par une bande turquoise horizontale, ou des rinceaux fleuronnés.
L'équilibre chromatique se fige ainsi autour du bleu des larges plages de fond, relevé par les deux dégradés parallèles des motifs annexes : bleu-blanc ; vert-jaune. Les figures réservées sont elles-mêmes regravées pour le traitement des détails anatomiques, vestimentaires ou décoratifs. Ce graphisme, d'abord tributaire de l'esthétique romane, s'imprègne progressivement du naturalisme gothique avant de se relâcher dans une écriture plus rapide.